# Лос-Банос (Каліфорнія)
Лос-Банос (англ. Los Banos) — місто (англ. city) в США, в окрузі Мерсед штату Каліфорнія. Населення — 45 532 особи (2020).

## Географія
Лос-Банос розташований за координатами 37°3′48″ пн. ш. 120°50′25″ зх. д. / 37.06333° пн. ш. 120.84028° зх. д. (37.063335, -120.840256).  За даними Бюро перепису населення США в 2010 році місто мало площу 26,20 км², з яких 25,88 км² — суходіл та 0,32 км² — водойми.

## Демографія
Згідно з переписом 2010 року, у місті мешкали 35 972 особи в 10 259 домогосподарствах у складі 8330 родин. Густота населення становила 1373 особи/км².  Було 11375 помешкань (434/км²).
Расовий склад населення:
| - 58,0 % — білих - 3,8 % — чорних або афроамериканців - 3,2 % — азіатів - 1,4 % — корінних американців - 0,4 % — вихідців з тихоокеанських островів - 28,1 % — осіб інших рас |

До двох чи більше рас належало 5,1 %. Частка іспаномовних становила 64,9 % від усіх жителів.
За віковим діапазоном населення розподілялося таким чином: 33,6 % — особи молодші 18 років, 57,8 % — особи у віці 18—64 років, 8,6 % — особи у віці 65 років та старші. Медіана віку мешканця становила 29,8 року. На 100 осіб жіночої статі у місті припадало 99,2 чоловіків;  на 100 жінок у віці від 18 років та старших — 96,0 чоловіків також старших 18 років.
Середній дохід на одне домашнє господарство  становив 55 187 доларів США (медіана — 44 292), а середній дохід на одну сім'ю — 58 011 долар (медіана — 45 414). Медіана доходів становила 44 302 долари для чоловіків та 35 873 долари для жінок. За межею бідності перебувало 26,2 % осіб, у тому числі 38,9 % дітей у віці до 18 років та 13,5 % осіб у віці 65 років та старших.
Цивільне працевлаштоване населення становило 13 256 осіб. Основні галузі зайнятості: освіта, охорона здоров'я та соціальна допомога — 18,4 %, виробництво — 11,3 %, роздрібна торгівля — 10,8 %, мистецтво, розваги та відпочинок — 10,4 %.